# Бурдин, Сергей Николаевич
Сергей Николаевич Бурдин (род. 2 марта 1970, Пермь, РСФСР, СССР) — советский и российский футболист, нападающий; функционер.
Работает в футбольном клубе «Черноморец» в должности начальника первой команды.

## Биография
Карьеру начал в пермской «Звезде» из второй лиги в 1986 году. В 1988—1989 года проходил военную службу во второй команде ЦСКА. В 1990 году играл за «Искру» Смоленск и «Звезду». В 1991 году перешёл в новороссийский «Цемент», выступал за команду до 2000 года. В 1996—1997 и 1999—2000 годах играл в южнокорейской Кей-лиге за «Пучхон Юкон» Чеджу и «Соннам Ильхва Чхонма». В 2001—2004 годах играл в клубах первого («Рубин» Казань, «Газовик-Газпром» Ижевск) и второго («Волгарь-Газпром» Астрахань) российских дивизионов. Работал администратором в «Волгаре-Газпроме» (2005—2006) и «Черноморце» (2008, с 2010 по настоящее время).
В 1996 году вошёл в число 11 лучших футболистов Кей-лиги (en:K League Best XI) и стал обладателем «Золотой бутсы» — приза лучшему бомбардиру национального чемпионата в сезоне 1996 года. В Корее забил 22 мяча в 1996 году и 8 — в 1997.